# Gavignano (Olaszország)
Gavignano település Olaszországban, Lazio régióban, Róma megyében. Lakosainak száma 1891 fő (2023. január 1.). Gavignano Colleferro, Montelanico, Anagni, Gorga, Paliano és Segni községekkel határos.

## Népesség
A település lakossága az elmúlt években az alábbi módon változott:
| Lakosok száma | 1907 | 1905 | 1891 |
|               | 2017 | 2018 | 2023 |

## Testvérvárosai
- Nőtincs, Magyarország